# Niemcy nadwołżańscy
Niemcy nadwołżańscy albo powołżańscy (niem. Wolgadeutsche albo Russlanddeutsche, ros. поволжские немцы) – grupa etniczna pochodzenia niemieckiego, zamieszkująca tereny nad dolną Wołgą w południowej europejskiej części Rosji, przeważnie w okolicy Saratowa. Pozostają w diasporze w innych regionach Rosji (głównie Syberia), Kazachstanie, Niemczech, Stanach Zjednoczonych, Kanadzie i krajach Ameryki Łacińskiej.

## Historia
W 1762 i w 1763 caryca Katarzyna II Wielka wydała dwa manifesty zachęcające Europejczyków do imigrowania do Rosji i zasiedlania Powołża, z gwarancją zachowania własnego języka, wyznania i uznania tradycyjnych praw zwyczajowych. Pierwszy manifest spotkał się z nikłym odzewem. Na drugi szczególnie licznie odpowiedzieli Niemcy, motywowani do tego złymi warunkami w ich ojczystych stronach. Obywatele innych krajów – np. Francji czy Wielkiej Brytanii – byli bardziej skłonni do emigrowania do kolonii w Ameryce Północnej, niż za rosyjską granicę. Ci, którzy zdecydowali się na to ostatnie, zyskiwali specjalne prawa zagwarantowane wspomnianym manifestem.
Na początku XX wieku wielu Niemców nadwołżańskich zaczęło emigrować do Stanów Zjednoczonych. Dużym skupiskiem tych przybyszów było Chicago, a zwłaszcza dzielnica Jefferson Park, gdzie w 1930 mieszkało 450 rodzin Niemców nadwołżańskich. Duża, nieistniejąca już kamienica nieopodal parku nazywała się potocznie „Russian Hotel” (Rosyjski Hotel).
W 1924 na terenach tych powstała Niemiecka Nadwołżańska Autonomiczna Socjalistyczna Republika Radziecka. W 1941 Republika (po ataku Niemiec na ZSRR) została zniesiona, a ludność niemiecka zesłana do Kazachstanu i na Syberię.